# Erich Koschny
Erich Koschny (* 30. Juni 1846 in Teltow bei Berlin; † 25. September 1875 in Striegau (Niederschlesien) [heute poln.: Strzegom]) war ein deutscher Verleger und Buchhändler.

## Leben
Seine Kindheit und Jugend verbrachte Koschny in Warschau und Schlesien. Nach der Buchhändlerlehre wurde er 1869 Prokurist bei der „Buch-, Kunst- und Musikalienhandlung Carl Oppermann“ in Goldberg. Zum 1. Juli 1872 erwarb er den L. Heimann-Verlag in Berlin, den er unter dem Namen „L. Heimann's Verlag (Erich Koschny)“ weiterführte. 1874 siedelte das Unternehmen nach Leipzig um, wo es bis zum 1. Januar 1882 bestand. Bedeutsam ist Koschnys verlegerische Tätigkeit vor allem im Zusammenhang mit der Philosophischen Bibliothek, die er mit dem Kauf des Heimann-Verlages übernahm und in den Jahren 1872 bis 1875 betreute. Daneben gab er auch eine „Historisch-Politische Bibliothek“ heraus.
1873 heirateten Erich Koschny und Flora Lommel aus Striegau. Ein aus dieser Ehe stammender Sohn starb 1876.